# Альдама, Андрес
А́ндрес Альда́ма Кабре́ра (исп. Andrés Aldama Cabrera; 9 апреля 1956, Матансас) — кубинский боксёр средних весовых категорий, выступал за сборную Кубы во второй половине 1970-х — первой половине 1980-х годов. Чемпион летних Олимпийских игр в Москве, серебряный призёр Игр в Монреале, чемпион Панамериканских игр, победитель многих международных турниров и национальных первенств.

## Биография
Андрес Альдама родился 9 апреля 1956 года в городе Матансас. Активно заниматься боксом начал в раннем детстве под руководством тренера Мигеля Антонио Эрреры, после окончания школы поступил на службу в вооружённые силы, при этом продолжал подготовку и периодически участвовал в соревнованиях. Первого серьёзного успеха на ринге добился в 1976 году, когда в полусреднем весе занял третье место на взрослом первенстве Кубы — с этого момента стал попадать в основной состав национальной сборной и ездить на крупные международные турниры. Благодаря череде удачных выступлений удостоился права защищать честь страны на летних Олимпийских играх в Монреале, сумел дойти до финала, но в решающем матче со счётом 0:5 уступил американцу Рэю Леонарду, в будущем многократному чемпиону мира среди профессионалов.
В 1978 году Альдама побывал на чемпионате мира в Белграде, тем не менее, не смог пройти здесь дальше стадии четвертьфиналов (участвовал в зачёте первого среднего веса). Год спустя удачно съездил на Панамериканские игры в Сан-Хуан, откуда привёз медаль золотого достоинства. Оставаясь лидером сборной в категории до 67 кг, в 1980 году ездил соревноваться на Олимпийские игры в Москву — на сей раз одолел всех своих соперников, в том числе представителя Уганды Джона Мугаби в финале, который впоследствии тоже стал довольно известным боксёром-профессионалом. Получив золотую олимпийскую медаль, Андрес Альдама ещё в течение трёх лет продолжал выходить на ринг, несколько раз выиграл национальное первенство, был победителем отдельных турниров, однако сколько-нибудь значимых результатов уже не показывал, поэтому в 1983 принял решение завершить карьеру спортсмена.